# Yo-kai Watch Dance: Just Dance Special Version
Yo-kai Watch Dance: Just Dance Special Version (妖怪ウォッチダンス JUST DANCE スペシャルバージョン) est un jeu vidéo de danse co-développé par Ubisoft et Level-5 et co-édité par Nintendo et Level-5 pour la Wii U en 2015. Le jeu est une collaboration entre la série Yo-kai Watch de la compagnie japonaise Level-5 et la série Just Dance d'Ubisoft. Il s'agit alors du quatrième et dernier jeu dans la série Just Dance exclusivement sorti au Japon. On peut voir sur la pochette du jeu des personnages de Yo-kai Watch dans le jeu.

## Système de jeu
Comme les autres versions de Just Dance, dans Yo-kai Watch Dance: Just Dance Special Version, les joueurs doivent imiter les danses montrés à l'écran qui sont ensuite lues par la fonction de détection de mouvement de la télécommande Wii. Le jeu est basé sur le moteur de Just Dance 2014, avec l'interface utilisateur et les fonctionnalités sont en partie identique au jeu cité, mais il supprime le mode multijoueur en ligne, World Dance Floor), et quelques autres fonctionnalités présentes dans le jeu. Tout comme dans Just Dance 2014, le Gamepad peut être utilisé pour enregistrer des vidéos « Autodance » grâce à la caméra du Gamepad, dans lequel le microphone est utilisé pour gagner des points Mojo en chantant les paroles. Les joueurs peuvent également déverrouiller des avatars, représentant des Yo-kai, en utilisant des points Mojo dans le Bingo-kai, une machine de gashapon, avec 10 points Mojo pour les avatars de Yo-Kai normaux et 20 points Mojo pour les avatars de Yo-Kai légendaires, qui sera réutilisé dans la série principale Just Dance en tant que « Machine à cadeaux », à partir de Just Dance 2018. Des avatars de Yo-kai peuvent également être déverrouillés en scannant des codes QR sur certains produits dérivés Yo-kai Watch (notamment les médaillons) via l'appareil photo sur le Wii U GamePad.

## Développement et sortie
Yo-kai Watch Dance: Just Dance Special Version est principalement développé par Level-5, et était aussi leur premier jeu sur Wii U. Ubisoft a également grandement aidé au développement. Il est basé sur Just Dance 2014, comme dans le précédent opus japonais de la série Just Dance, Just Dance Wii U. Toutes les fonctionnalités en ligne, y compris le World Dance Floor, sont supprimées, comme dans le jeu précédent.
Yo-kai Watch Dance: Just Dance Special Version est annoncé pour la première fois dans le numéro d'août 2015 de CoroCoro Comic,, et est ensuite confirmé par Nintendo sur son site officiel. Deux bandes-annonces du jeu sont ensuite publiées sur YouTube par Level-5 plus tard dans la même année. Sur la 39e page du numéro de décembre 2015 de CoroCoro Comic, un code QR est présenté qui, une fois scanné dans le jeu, donne au joueur des points Mojo, ainsi qu'un avatar d'un Yo-kai légendaire. Une démo jouable du jeu est ensuite disponible à la World Hobby Fair Winter 2015.
Yo-kai Watch Dance: Just Dance Special Version sort le 5 décembre 2015. Le jeu est accompagné d'une médaille Yo-kai du Coach Antonic. Une offre groupée avec une télécommande Wii Plus blanche a également été publiée.

## Bande son
Le jeu comporte un total de 10 chansons, toutes issues de la franchise Yo-kai Watch.
| Chanson                      | Artiste                 | Année |
| ---------------------------- | ----------------------- | ----- |
| Geragerapō no Uta            | King Cream Soda         | 2014  |
| Yōkai Taisō Dai Ichi         | Dream5                  | 2014  |
| Matsuribayashi de Geragerapō | King Cream Soda         | 2014  |
| Hatsukoitōge de Geragerapō   | King Cream Soda         | 2014  |
| Dan Dan Dubi Zuba !          | Dream5                  | 2014  |
| Gerappo Dance Train          | King Cream Soda         | 2015  |
| Idole wa Ooh-Nya-Nya no Ken  | NyaKB                   | 2015  |
| Yōkai Taisō Dai-Ni           | Dream5                  | 2015  |
| Jinsei Dramatic              | King Cream Soda         | 2015  |
| Uchū Dance!                  | Kotori with Stitch Bird | 2015  |

## Réception
Famitsu attribue au jeu une note de 28/40, chaque critique lui attribuant un 7. Chris Carter, écrivant pour Destructoid, décrit le jeu comme « [mélangeant] l'art merveilleux des Yo-kai avec les “humains” criards de Just Dance ».